# マサム男爵
マサム男爵（英：Baron Masham）は、イギリスの男爵、貴族。有史以来3度にわたり創設されており、1期はグレートブリテン貴族として、2期及び3期は連合王国貴族としての叙爵である。
現存する3期は、スウィントン伯爵の従属爵位としてカンリフ=リスター家が保持する。1期目の前身となった準男爵の歴史についても触れる。

## 歴史

### マサム家(第1期)

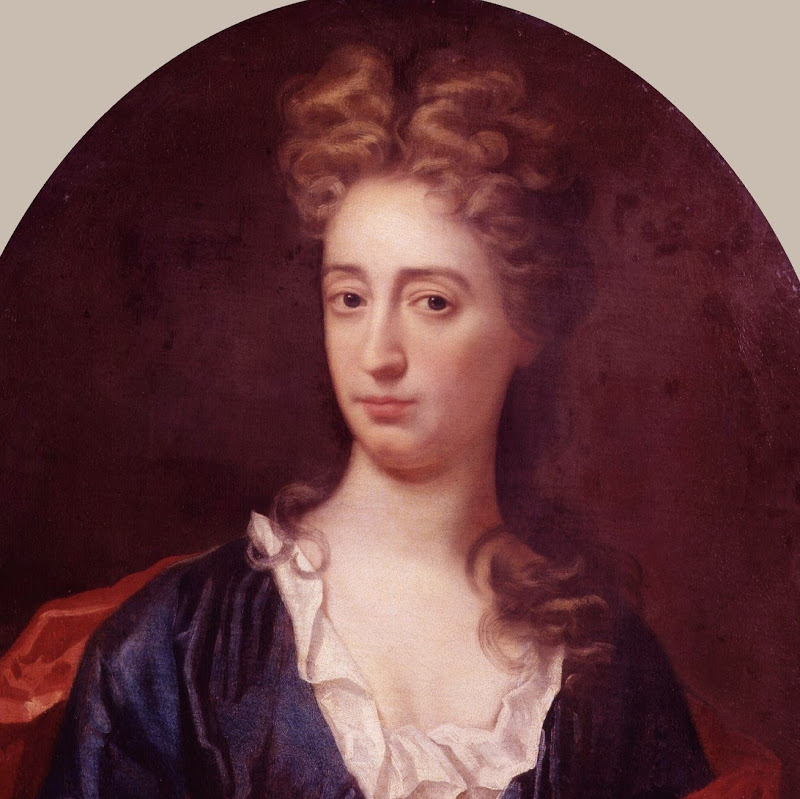
初代マサム男爵夫人アビゲイル(1670?-1734)

マサム家は16世紀後半にまでその歴史を遡ることができる旧家である。マサム家の祖サー・ウィリアム・マサム(1592?-1656?)はエセックス選出の第一護国卿議会議員として活動し、1621年に(エセックス州ハイレヴァーの)準男爵(Baronet, of High Lever in the County of Essex)に叙せられた。その後準男爵位は順当に初代準男爵の系統で継承されていった。
3代準男爵フランシス(1646?-1723)ののちは彼の八男サミュエルが準男爵位を相続した。
4代準男爵サミュエル(1679?-1758)が廷臣であった時期、イギリスはアン女王戦争及びスペイン継承戦争を続けていた。後年、その講和条約であるユトレヒト条約を批准する際に大蔵卿ロバート・ハーレーが議会通過のため、女王に12人の議員の新規叙爵を求めた。アンはハーレーの要求を認めたものの、サミュエルの叙爵のみは最後まで渋っていたが、とうとう折れて1712年にグレートブリテン貴族としてオーツのマサム男爵(Baron Masham of Otes)に叙している。しかし、彼の息子サミュエル(1712–1776)には子がなかったため、この爵位はわずか2代にして準男爵位とともに廃絶した。

### カンリフ=リスター家(第2期)

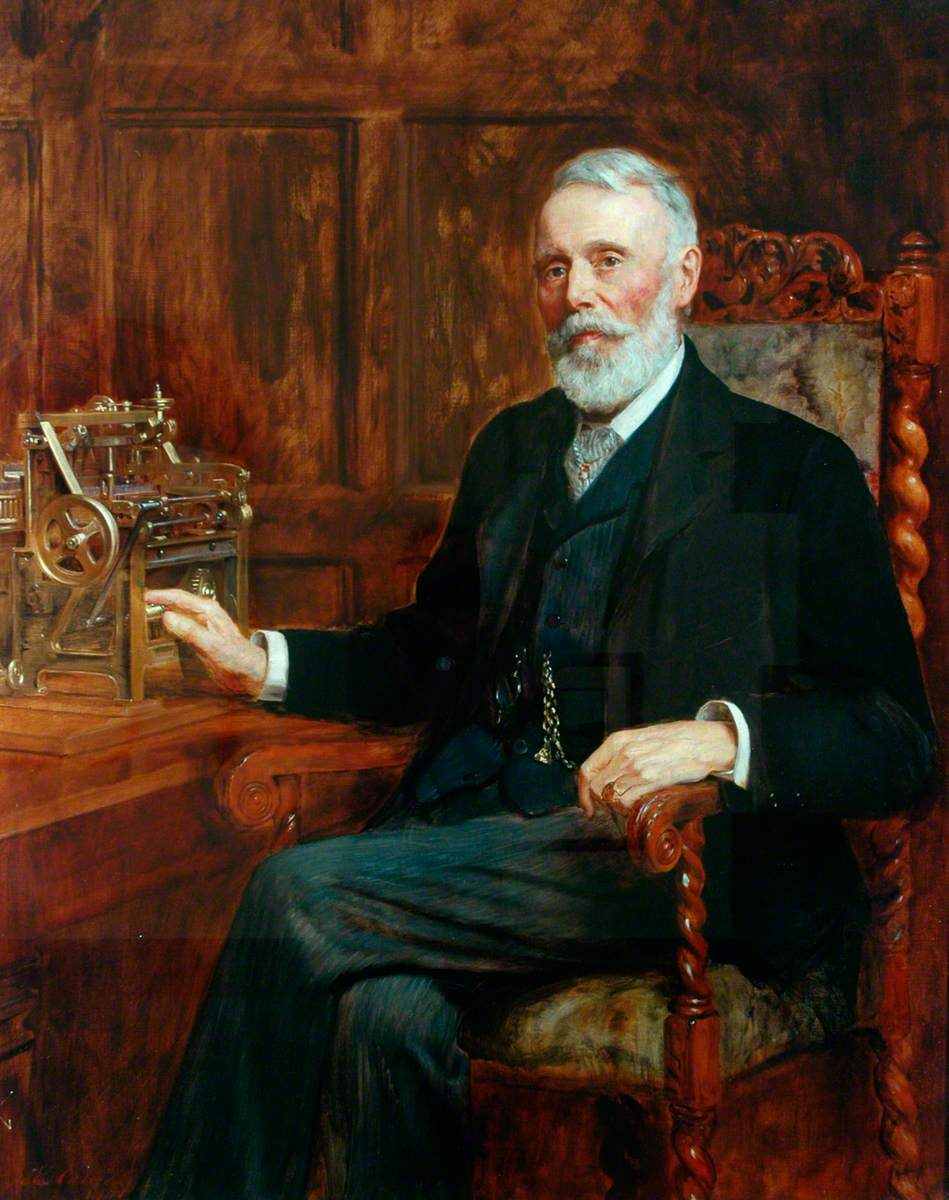
初代マサム男爵(第2期)サミュエル・リスター。産業革命期の実業家。

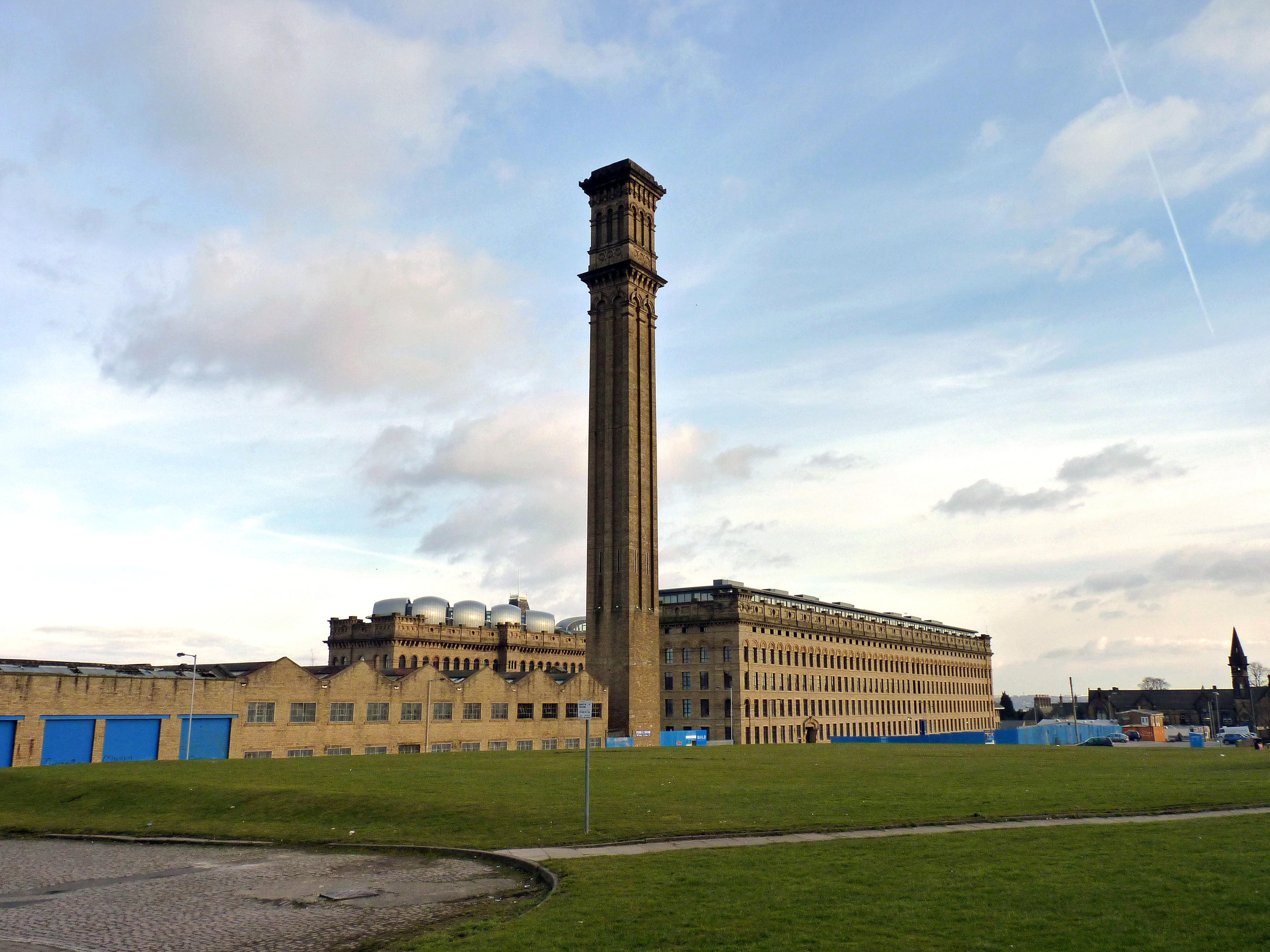
リスター家の織物工場

繊維業で財を成した産業革命期の実業家サミュエル・リスター(1815–1906)は1891年に連合王国貴族としてヨーク州スウィントンにおけるマサム男爵（Baron Masham of Swinton in the County of York）に叙された。彼は1888年にスウィントンパークに地所を購入しており、同地に程近いヨーク州マサムが爵位名として採用されたという。
初代男爵ののちは彼の長男サミュエルが爵位を襲った。2代男爵サミュエルは父同様にヨークシャー地方の実業家として活動した。彼は生涯未婚であったため、爵位は弟のジョンが承継した。
しかし第3代男爵ジョン(1867–1924) にも子供がいなかったため、結局この男爵位も1924年に廃絶している。

### カンリフ=リスター家(第3期)
航空相や植民地相を歴任した保守党の政治家フィリップ・ロイド=グレアム(1884-1972)は、1935年にヨーク州マサムのスウィントン子爵(Viscount Swinton, of Masham in the County of York)に叙された。彼はカンリフ=リスター家の娘メアリーと結婚して同家の所領と財産を相続した際に、「カンリフ=リスター」姓に改姓している。その後、彼は1955年に連合王国貴族としてスウィントン伯爵(Earl of Swinton)と併せて、3期目となるヨーク州エリントンのマサム男爵(Baron Masham, of Ellington in the County of York)に叙位されている。以降、カンリフ=リスター家によりスウィントン伯爵位の従属爵位として存続している。

## 一覧

### (エセックス州ハイレヴァーの)準男爵
- 初代準男爵サー・ウィリアム・マサム（英語版） (1592? – 1656?)
- 第2代準男爵サー・ウィリアム・マサム (?-1663)
- 第3代準男爵サー・フランシス・マサム (1646? – 1723)
- 第4代準男爵サー・サミュエル・マサム (1679? – 1758) (1712年に マサム男爵 創設)

### マサム男爵(第1期;1712)
- 初代マサム男爵サミュエル・マサム (1679? – 1758)
- 第2代マサム男爵サミュエル・マサム (1712–1776) (1776年マサム男爵位廃絶)

### マサム男爵(第2期;1891年)
- 初代マサム男爵サミュエル・カンリフ=リスター（英語版） (1815–1906) (1891年マサム男爵創設)
- 第2代マサム男爵サミュエル・カンリフ=リスター（英語版） (1857–1917)
- 第3代マサム男爵ジョン・カンリフ=リスター (1867–1924) (1924年マサム男爵位廃絶)

### 註釈
1. ↑  初代男爵の妻アビゲイル(1670-1734)はアンのお気に入りの女官だったため、彼の夫サミュエルの叙爵につながった。一時はアビゲイルの女官としての将来が不明瞭なこともあってアンは難色を示していたものの、アビゲイルが引き続き女官を続ける確約があったため、なんとか叙爵に漕ぎ着けたという。[3]
2. ↑  彼女は初代マサム男爵(第2期)の孫娘にあたる。